# Polycentropus devetaki
Polycentropus devetaki là một loài Trichoptera trong họ Polycentropodidae. Chúng phân bố ở miền Cổ bắc.